# Expert-comptable en France
 (juin 2025).
 (juin 2025).

Ordre des Experts Comptables

Un expert-comptable ou un comptable spécialisé est un professionnel de la comptabilité, exerçant le plus souvent son activité au titre de profession libérale. En France, la profession d'expert-comptable est réglementée par l'ordonnance no 45-2138 du 19 septembre 1945 et le décret no 2012-432 du 30 mars 2012.  Le diplôme d'accès au titre d'expert-comptable correspond à un Bac+8. L'expert-comptable tient, contrôle, surveille, redresse la comptabilité des entreprises et entités juridiques. Il établit les comptes annuels (bilan, compte de résultat et annexe) des entreprises, des artisans, des établissements, des agriculteurs, etc.

## Histoire de l'expertise comptable en France
L'organisation de la profession est récente, elle date du début du XXe siècle avec la création en 1912 de la Compagnie des experts-comptables de Paris. Puis, après la Première Guerre mondiale d'une fédération d'experts-comptables ainsi que de deux diplômes en 1927 et 1931. Depuis la Seconde Guerre mondiale, les experts-comptables sont réunis au sein de l'Ordre des experts-comptables (OEC) qui règlemente la profession, auquel tout expert-comptable exerçant en France doit être inscrit.

## Formation
L'expert-comptable doit être inscrit auprès de l'Ordre des experts-comptables (OEC). Il est, sauf quelques cas exceptionnels prévus par la règlementation, titulaire du diplôme d'État d'expertise-comptable. Il existe trois niveaux de diplôme pour la profession : le diplôme de comptabilité et de gestion (DCG), le diplôme supérieur de comptabilité et de gestion (DSCG) et le diplôme d'expertise comptable (DEC).
- Le DCG est une formation d'une durée trois ans, s'effectuant après le baccalauréat. Il permet une fois obtenu de préparer le second diplôme qu'est le DSCG.
- Le DSCG est une formation d'une durée de deux ans qui permet l'entrée de l'élève en stage professionnel d'expertise-comptable.
- D'une durée de trois ans, ce stage pratique s'effectue au sein d'un cabinet. Le stagiaire doit suivre des journées de formation donnée par l’ordre qui permet notamment la préparation du diplôme d'expertise comptable (DEC). Ce dernier diplôme prépare l'expert-comptable stagiaire dépendant alors de l'OEC, au passage d'un examen final se composant de trois épreuves, que sont la soutenance d’un mémoire, une épreuve écrite sur la révision contractuelle et légale et une autre (sous forme de QCM) sur la réglementation professionnelle de la profession.

Une fois le DEC obtenu, les jeunes diplômés ont la possibilité de s’inscrire à l’ordre des experts-comptables (OEC) pour exercer en qualité d’expert-comptable. Le diplôme est décerné une fois pour toutes, les candidats pouvant s’inscrire à l’Ordre plusieurs années après avoir été diplômé. Le diplôme d’expertise-comptable permet également d'exercer la fonction de commissaire aux comptes, à condition d'être inscrit auprès de la cour d'appel et de la compagnie régionale des commissaires aux comptes desquelles dépend son lieu d'exercice professionnel. Il conduit aussi à des postes de cadres supérieurs en entreprises de toute nature. Il ne s'agit donc pas de huit années d'études théoriques, l'expert-comptable stagiaire exerçant pleinement le fond du métier d'expert-comptable et est salarié du cabinet qui l'emploie.
Le DCG et le DSCG remplacent depuis la session 2008, le DPECF, le DECF et le DESCF. Les textes de loi traitant de la transformation de ces diplômes sont parus en décembre 2006 sur le site de l'Ordre des experts-comptables.
Depuis janvier 2019, le diplôme d'expertise comptable (DEC) est accessible par la voie de la validation des acquis de l'expérience,,.

## Les règles de la profession
Les missions de l'expert-comptable doivent être assumées en respectant un certain nombre de règles acceptées par la profession. En 1966, l’OEC (ex OECCA ou Ordre des experts-comptables et comptables agréés) a adopté des recommandations relatives aux missions professionnelles. En 1990, il y eut une refonte complète des normes professionnelles. Les normes générales constituent les règles de bases : comportement professionnel, travail, rapport.
Quant à ces différentes missions citées, la responsabilité de l’expert-comptable se situe à quatre niveaux :
- responsabilité civile : inexécution d’une obligation contractuelle, faute ou négligence commises dans l’exercice de sa profession, conduisant à un dommage. L’expert-comptable a une obligation de moyen,

La responsabilité pour faute prouvée de l'expert-comptable  est déchargée par disparition du lien causal .
- responsabilité disciplinaire : prononcée par l’OEC en cas de non-respect de la déontologie,
- responsabilité pénale : en cas de délit ou de complicité, non-respect du secret professionnel, abus de confiance, faux,
- responsabilité fiscale : elle est mise en cause en cas de délit d’omission d’écriture ou de passation d’écritures inexactes ou fictives, de délit d’organisation de fausse comptabilité, de délit de fraude fiscale. La responsabilité fiscale de l’expert-comptable n’est pas engagée, si malgré des vérifications conformes aux usages et aux données acquises de la science comptable, il n’a pas été en mesure de découvrir l’irréalité des chiffres transmis par son client.

Les normes spécifiques viennent en complément des règles générales : présentation, examen limité, audit et autres missions (établissement des comptes, procédures convenues...).

### Indépendance de la profession
L'ordonnance de 1945 ainsi que le code de déontologie de la profession impose à l’expert-comptable d’être indépendant. Cette indépendance doit le conduire à éviter les situations qui pourraient faire présumer d’un manque d’indépendance et celles qui pourraient engendrer un conflit d’intérêts. Pour cela il ne peut être lié ni par un contrat de travail avec les entreprises et organismes pour lesquels il conduit une mission d'expertise, ni avoir de relation financière avec un client qui pourrait être interprétée comme constituant une entrave à son objectivité, ni effectuer des travaux « pour les entreprises dans lesquelles ils possèdent directement ou indirectement des intérêts substantiels » (participation dans le capital). Le conseil supérieur de l'Ordre des experts-comptables (CSOEC) a précisé cette notion d’intérêts substantiels qui doit être appréciée selon le type d'entreprises, cette participation pourra être considérée comme significative si elle est supérieure à 10 % dans une petite entreprise, alors que pour une grande entreprise ce seuil sera inférieur,. L'expert-comptable exerce une profession libérale.

## Missions
Les missions de l’expert-comptable ou réviseur comptable sont définies par l'article 2 de l’ordonnance du 19 septembre 1945, modifiée par la loi du 8 août 1994. Ainsi, l'expert-comptable :
- doit « tenir, centraliser, ouvrir, arrêter, surveiller, redresser et consolider les comptabilités des entreprises et organismes », avec lesquels il n’est pas lié par un contrat de travail,
- peut « organiser les comptabilités et analyser la situation des entreprises sous leur aspect économique, juridique, financier et social »,
- fait « rapport de ses constatations, conclusions et suggestions »,
- peut aussi « accompagner la création d'entreprise sous tous ses aspects comptables ou à finalité économique et financière ».

En outre, « les membres de l'ordre et les associations de gestion et de comptabilité peuvent assister, dans leurs démarches déclaratives à finalité fiscale, sociale et administrative, les personnes physiques qui leur ont confié les éléments justificatifs et comptables nécessaires auxdites démarches ».

### Mission de présentation des comptes annuels
La mission de présentation est une mission propre à la France. L’objectif d’une mission de présentation des comptes annuels et intermédiaires est de permettre à l’expert-comptable d’attester qu’il n’a rien relevé qui remette en cause la cohérence et la vraisemblance des comptes (attestation d’assurance négative). C’est une mission d’opinion, plus particulièrement destinée aux petites entreprises. L’entreprise confie à l’expert-comptable le soin de tenir tout ou une partie de sa comptabilité. Sa mission est souvent complétée par l’établissement des déclarations fiscales et sociales.
Cette mission répond aux besoins d’information financière et comptable, interne et externe des entreprises. Elle s’appuie sur :
- les informations fournies par le chef d’entreprise,
- la technique comptable pour s’assurer de la régularité ou de la forme de la comptabilité,
- les techniques de contrôle des comptes et d’examen critique,
- l’expérience professionnelle de l’expert-comptable et sa connaissance de l’entreprise et de son environnement afin d’apprécier la cohérence et la vraisemblance des comptes annuels.

Ses missions complémentaires :
- assistance administrative (paie, déclarations fiscales et sociales),
- mission de conseil en matière fiscale, juridique, financière, d’organisation, de gestion,

### Mission d’examen limité des comptes annuels
La mission d’examen des comptes annuels s’appuie sur :
- une prise de connaissance relative à l’organisation comptable,
- une analyse des procédures relatives à l’organisation comptable,
- une collecte des éléments probants reposant sur les techniques de contrôle sur pièces, examen analytique, entretien avec la direction.

Ces diligences ont pour objectif de permettre à l’expert-comptable de présenter une attestation indiquant qu’il n’a pas relevé d’élément remettant en cause la régularité de la sincérité des comptes annuels, ni l’image fidèle du patrimoine, de la situation financière et du résultat de l’entreprise à la clôture de l’exercice (attestation d’assurance négative).
La mission conduit à l'établissement d'une attestation qui fait partie des documents de synthèse remis au client. Elle n’est pas un véritable audit. Elle n'a pas pour objectif la recherche systématique de fraudes et de détournements. Cette mission exclut la confirmation d'informations auprès des tiers.

### Mission d’audit des comptes annuels
Des missions d’audit contractuel peuvent être demandées à l’expert-comptable, par l’entreprise elle-même ou par des tiers. La mission est définie par les normes d’audit de l’International Federation of Accountants (IFAC), le normalisateur de l’audit à l'international et transposée par l’OEC et la Compagnie nationale des commissaires aux comptes (CNCC). Les modalités de la mission d’audit contractuel sont identiques à celles d’audit légal.
La révision contractuelle est constituée de contrôles nombreux et variés. Il est fait appel aux techniques de sondage, aux vérifications matérielles et aux recoupements externes. À l’issue de ses travaux, le réviseur délivre une attestation de sincérité, appelée aussi certification (attestation d’assurance positive). Il certifie que les comptes audités sont réguliers et sincères et donnent une image fidèle du patrimoine, de la situation financière et du résultat des opérations de l’entité, pour refléter une image sincère et fidèle de l'entreprise.
La mission d'audit des comptes annuels réalisée par un expert-comptable ne peut en aucun cas être une mission de certification. La certification des comptes annuels relève de la mission du commissaire aux comptes de la société qui est une mission dites "légale".

### Autres missions et procédures convenues
Ces missions définies par le cadre conceptuel de l’IFAC peuvent porter sur des comptes intermédiaires, d’autres informations financières, des systèmes et procédures. Elles sont des missions d’attestations ou d’autres missions pour lesquelles l’expert-comptable fournit un rapport découlant des procédures convenues.
Les missions relevant de l'établissement des comptes annuels, qui ne donnent pas lieu à l'établissement d'une attestation mais à la remise d'un simple compte rendu, relèvent de ce type de mission même si les diligences effectuées par l'expert-comptable peuvent parfois recouper les diligences prévues par la mission de présentation. Des simplifications dans les process comptables peuvent ainsi être envisagées de manière conventionnelle (du type d'une simple compilation de donnée comptable fournie par le client de l'expert-comptable...).
L'établissement des paies ainsi que le secrétariat juridique relève de ce type de mission.

### Sources et bibliographie
- France. « Ordonnance no 45-2138 du 19 septembre 1945 portant institution de l'ordre des experts-comptables et réglementant le titre et la profession d'expert-comptable et réglementant les titres et professions d'expert comptable et comptable agréé ». (version en vigueur : 30 mars 2011) [lire en ligne (page consultée le 14 mars 2013)]
- Jean-Guy Degos, Une brève histoire des diplômes d'expertise comptable français (1927-1997), avril 2011, 17 p. (lire en ligne) [PDF]
- Du bulletin de l'ordre au SIC : La profession passée en revue, SIC, le magazine de l'ordre des experts-comptables, septembre 2015, 77 p. (lire en ligne) [PDF]